# Tora Bergerová
Tora Bergerová, nepřechýleně Tora Berger (* 18. března 1981 Ringerike), je bývalá norská biatlonistka, olympijská vítězka a několikanásobná mistryně světa.
První medaili na mistrovství světa získala ve smíšené štafetě v roce 2006. Na mistrovství světa 2007 v Anterselvě získala bronzové medaile jak ve smíšené štafetě, tak v ženské štafetě. Na mistrovství světa 2008 v Östersundu získala první medaili v individuálních závodě, kde obsadila druhé místo v závodě s hromadným startem. O rok později, na mistrovství světa 2009 v Pchjongčchangu, získala bronzovou medaili ve vytrvalostním závodě. V olympijské sézoně v roce 2010 vybojovala zlatou medaili na zimních olympijských hrách ve Vancouveru ve vytrvalostním závodě a přidala stříbrnou medaili na mistrovství světa ve smíšené štafetě. První zlatou medaili na mistrovství světa získala ve smíšené štafetě v roce 2011 v Chanty-Mansijsku, kde přidala také bronz v závodě s hromadným startem. Na světovém šampionátu 2012 v Ruhpoldingu získala celkem tři zlaté medaile a přidala jednu bronzovou. O rok později, na mistrovství světa 2013 v Novém Městě na Moravě, vybojovala čtyři zlaté a dvě stříbrné medaile a obsadila tak stupně vítězů ve všech závodech mistrovství světa. V sezóně světového poháru 2012/13 dokázala zvítězit v celkem 15 závodech (včetně vítězství na mistrovství světa) a obsadila v celkovém hodnocení první místo ve světovém poháru. Na zimních olympijských hrách v ruském Soči vybojovala zlato ze závodu smíšených štafet a stříbro ze stíhačky a ženské štafety.
Neustále říkala, že kariéru ukončí v domácím prostředí na lyžařském středisku Holmenkollenu na konci sezóny 2013/14, a pak hodlá odejít do „biatlonového důchodu.“ Jejím posledním závodem ve sportovní kariéře byl závod s hromadným startem na dvanáct a půl kilometrů v domácím prostředí, kde obsadila konečné 14. místo.

## Výsledky

### Olympijské hry a mistrovství světa
| Sezóna  | Akce | Místo                | SP  | SZ  | HZ  | IZ  | ŠT  | SŠ  |
| ------- | ---- | -------------------- | --- | --- | --- | --- | --- | --- |
| 2004/05 | MS   | Hochfilzen           | 11. | 19. | 13. | 21  | 5.  | ×   |
| 2004/05 | MS   | Chanty-Mansijsk      | ×   | ×   | ×   | ×   | ×   | 10. |
| 2005/06 | ZOH  | Turín                | 23. | 18. | 25. | 13. | 5.  | ×   |
| 2005/06 | MS   | Pokljuka             | ×   | ×   | ×   | ×   | ×   | 2.  |
| 2006/07 | MS   | Anterselva           | 10. | 19. | 25. | 4.  | 3.  | 3.  |
| 2007/08 | MS   | Östersund            | 4.  | 4.  | 2.  | 4.  | 6.  | –   |
| 2008/09 | MS   | Pchjongčchang        | 19. | 9.  | 15. | 3.  | 11. | 4.  |
| 2009/10 | ZOH  | Vancouver            | 33. | 5.  | 18. | 1.  | 4.  | ×   |
| 2009/10 | MS   | Chanty-Mansijsk      | ×   | ×   | ×   | ×   | ×   | 2.  |
| 2010/11 | MS   | Chanty-Mansijsk      | 7.  | 5.  | 3.  | 10. | 5.  | 1.  |
| 2011/12 | MS   | Ruhpolding           | 6.  | 4.  | 1.  | 1.  | 3.  | 1.  |
| 2012/13 | MS   | Nové Město na Moravě | 2.  | 1.  | 2.  | 1.  | 1.  | 1.  |
| 2013/14 | ZOH  | Soči                 | 10. | 2.  | 14. | 16. | 2.  | 1.  |

Poznámka: Výsledky z mistrovství světa se započítávají do celkového hodnocení světového poháru, výsledky z olympijských her se dříve započítávaly, od olympijských her v Soči 2014 se nezapočítávají.

### Světový pohár

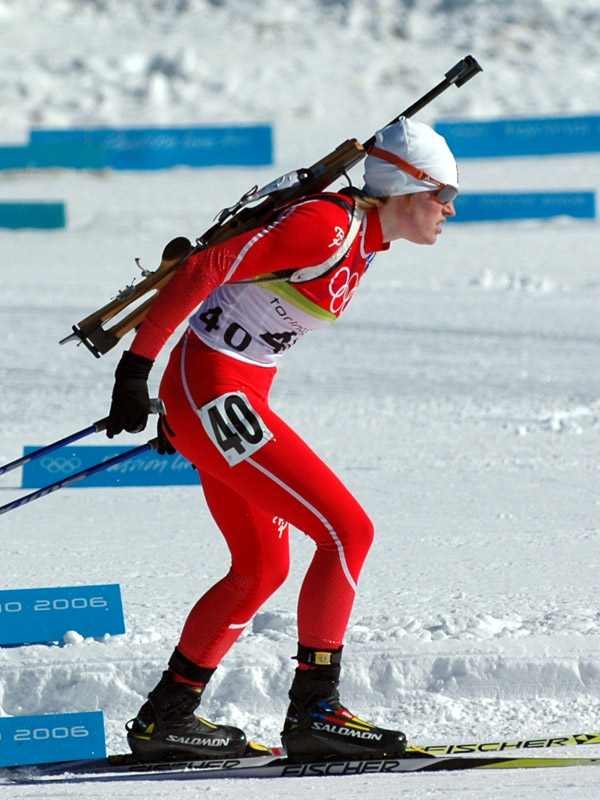
Tora Bergerová v závodě na Zimních olympijských hrách 2006 v Turíně

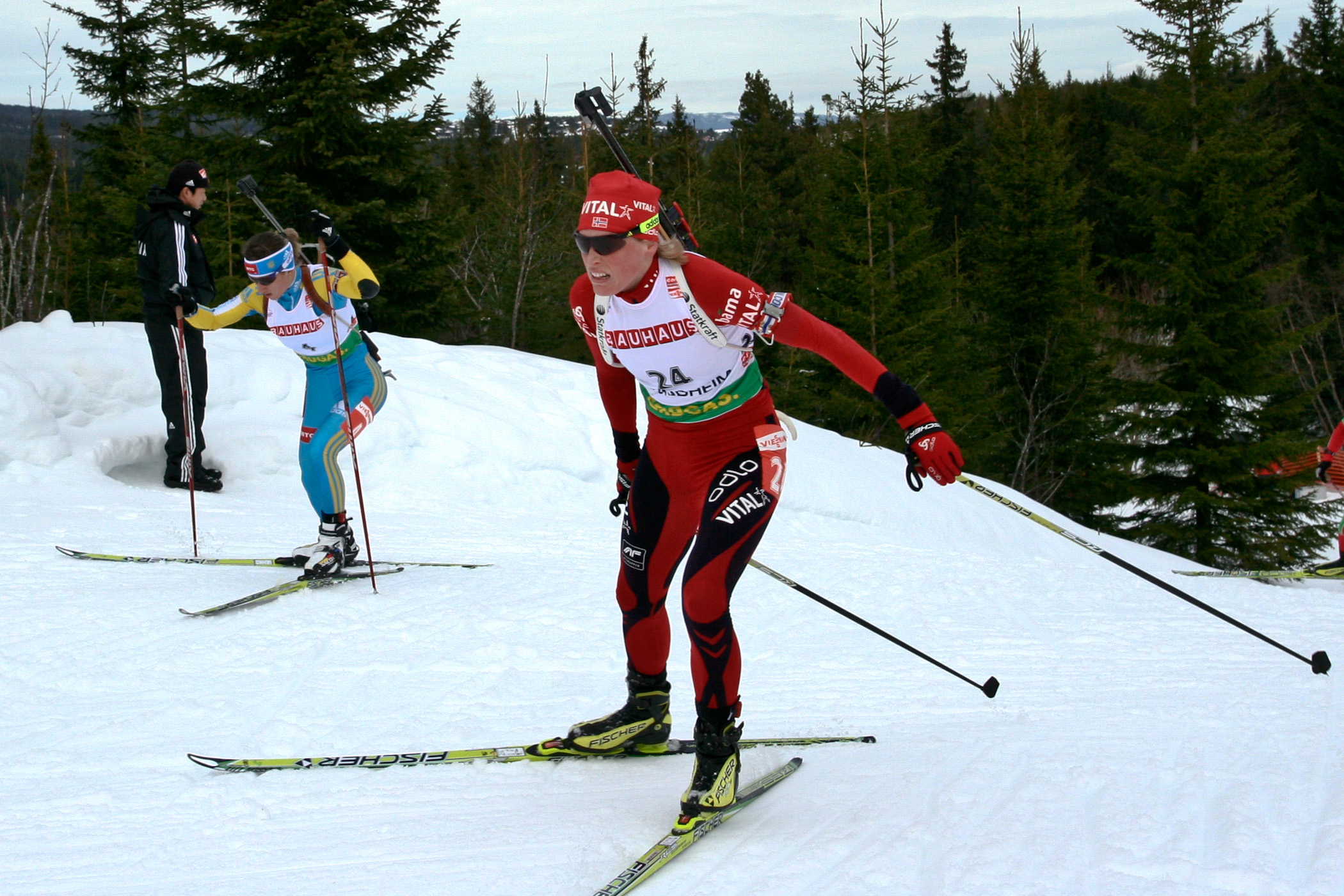
Tora Bergerová v roce 2009 v závodě světového poháru v Trondheimu

Vítězství v závodech světového poháru.
| Sezóna  | Místo                       | Závod                      |
| ------- | --------------------------- | -------------------------- |
| 2007/08 | Kontiolahti, Finsko         | Vytrvalostní závod (15 km) |
| 2007/08 | Oberhof, Německo            | Sprint (7,5 km)            |
| 2008/09 | Hochfilzen, Rakousko        | Štafeta (4 × 6 km)         |
| 2008/09 | Antholz-Anterselva, Itálie  | Sprint (7,5 km)            |
| 2008/09 | Trondheim, Norsko           | Hromadný start (12,5 km)   |
| 2009/10 | Östersund, Švédsko          | Sprint (7,5 km)            |
| 2009/10 | Kontiolahti, Finsko         | Smíšená štafeta            |
| 2010/11 | Pokljuka, Slovinsko         | Vytrvalostní závod (15 km) |
| 2010/11 | Ruhpolding, Německo         | Sprint (7,5 km)            |
| 2010/11 | Ruhpolding, Německo         | Stíhací závod (10 km)      |
| 2010/11 | Antholz-Anterselva, Itálie  | Sprint (7,5 km)            |
| 2010/11 | Antholz-Anterselva, Itálie  | Hromadný start (12,5 km)   |
| 2010/11 | Presque Isle, USA           | Stíhací závod (10 km)      |
| 2011/12 | Östersund, Švédsko          | Stíhací závod (10 km)      |
| 2011/12 | Hochfilzen, Rakousko        | Štafeta (4 × 6 km)         |
| 2011/12 | Nové Město na Moravě, Česko | Stíhací závod (10 km)      |
| 2012/13 | Östersund, Švédsko          | Vytrvalostní závod (15 km) |
| 2012/13 | Östersund, Švédsko          | Sprint (7,5 km)            |
| 2012/13 | Östersund, Švédsko          | Stíhací závod (10 km)      |
| 2012/13 | Hochfilzen, Rakousko        | Štafeta (4 × 6 km)         |
| 2012/13 | Pokljuka, Slovinsko         | Hromadný start (12,5 km)   |
| 2012/13 | Ruhpolding, Německo         | Hromadný start (12,5 km)   |
| 2012/13 | Ruhpolding, Německo         | Štafeta (4 × 6 km)         |
| 2012/13 | Antholz-Anterselva, Itálie  | Stíhací závod (10 km)      |
| 2012/13 | Holmenkollen, Norsko        | Sprint (7,5 km)            |
| 2012/13 | Holmenkollen, Norsko        | Stíhací závod (10 km)      |
| 2012/13 | Holmenkollen, Norsko        | Hromadný start (12,5 km)   |
| 2013/14 | Oberhof, Německo            | Hromadný start (12,5 km)   |